# Regierung des Staates Palästina vom Juni 2014
Die Regierung des Staates Palästina vom Juni 2014 wurde nach Gesprächen der Fatah und der Hamas über eine Einheitsregierung am 2. Juni 2014 gebildet.

## Regierungsbildung
Fatah und Hamas schlossen am 23. April 2014 in Gaza einen Versöhnungspakt und vereinbarten, binnen fünf Wochen eine gemeinsame Einheitsregierung zu bilden. Bis zum Jahresende sollten Präsidentschafts- und Parlamentswahlen abgehalten werden. Israel reagierte auf diese Einigung mit einer Unterbrechung der Verhandlungen über die Wiederaufnahme der Friedensverhandlungen.
Der bisherige Premierminister Rami Hamdallah wurde von Präsident Mahmud Abbas damit beauftragt, ein Kabinett zu bilden, dem unabhängige Experten der beiden politischen Strömungen angehören. Nach Einschätzung der Associated Press galten die Minister aber überwiegend als loyal gegenüber Präsident Mahmoud Abbas und seiner Fatah-Bewegung oder gegenüber kleineren linken Gruppierungen. Keine von ihnen soll enge Verbindungen zur Hamas haben.
Das Ministerium für Gefangene wurde mit der Regierungsbildung in eine Kommission der PLO umgewandelt, die zunächst vom Landwirtschaftsminister Shawqi Al-Aissa geleitet wurde. Der Schritt erfolgte angeblich auf Wunsch Israels und westlicher Geberländer, die die durch das Ministerium organisierte finanzielle Unterstützung für palästinensische Gefangene in Israel beanstandeten. Die Hamas kritisierte die Umwandlung scharf.
Die Regierungsbildung wurde seitens Israel boykottiert. Die Behörden verweigerten drei zu vereidigenden Ministern aus dem Gazastreifen die Durchreise ins Westjordanland. Zudem wurde die Regierung – wie sämtliche Kabinette seit Juni 2007 – nicht vom palästinensischen Legislativrat bestätigt.

## Zusammensetzung
| Amtsinhaber        | Ressort/Amt                                                                 | Partei                     |
| ------------------ | --------------------------------------------------------------------------- | -------------------------- |
| Rami Hamdallah     | Premierminister und Innenminister                                           | Fatah                      |
| Ziad Abu Amr       | stellvertretender Premierminister und Minister für Kultur                   | Unabhängig                 |
| Mohammed Mostafa   | stellvertretender Premierminister für wirtschaftliche Angelegenheiten       | Unabhängig                 |
| Riyad al-Maliki    | Außenminister                                                               | Unabhängig (der PFLP nahe) |
| Shukri Bishara     | Finanzminister und Planungsminister                                         | Unabhängig                 |
| Saleem Al-Saqqa    | Justizminister                                                              | Unabhängig                 |
| Adnan Al-Husseini  | Minister für Jerusalem-Angelegenheiten                                      | Unabhängig                 |
| Rula Maa’yaa       | Ministerin für Tourismus und Altertümer                                     | Unabhängig                 |
| Jawad Awwad        | Gesundheitsminister                                                         | Unabhängig                 |
| Khawla Shakhshir   | Minister für Bildung und Hochschulwesen                                     | Unabhängig                 |
| Allam Mousa        | Verkehrsminister und Minister für Telekommunikation und Informationstechnik | Unabhängig                 |
| Mofeed Al-Hasayneh | Minister für öffentliche Bauvorhaben und Wohnungswesen                      | Unabhängig                 |
| Shawqi Al-Aissa    | Landwirtschaftsminister und Minister für Soziales                           | Unabhängig                 |
| Haifaa Al-Agha     | Ministerin für Frauenangelegenheiten                                        | Unabhängig                 |
| Ma'moun Abu Shahla | Arbeitsminister                                                             | Unabhängig                 |
| Nayef Abu Khalaf   | Minister für Kommunales                                                     | Unabhängig                 |
| Youssef Ideiss     | Minister für Awqaf und religiöse Angelegenheiten                            | Unabhängig                 |
| Ali Abu Diyak      | Generalsekretär des Kabinetts (im Ministerrang)                             | Unabhängig                 |

## Internationale Reaktionen
Die Europäische Union und deren Mitgliedsstaaten sowie die Vereinigten Staaten sagten der Einheitsregierung ihre Unterstützung zu. Die Regierungsbildung wurde auch von UNO-Generalsekretär Ban Ki Moon begrüßt. Israel kritisierte die Beteiligung der unter anderem von Israel als Terrororganisation eingestuften Hamas an der Regierung. Als Reaktion verhängte die Israelische Regierung Wirtschaftssanktionen gegen den Staat Palästina und forcierte den Siedlungsbau im Westjordanland.

## Krise und Regierungsumbildungen
Die Pläne zur Vorbereitung von Präsidentschafts- und Parlamentswahlen erodierten nach der Entführung von drei israelischen Jugendlichen und der anschließend von der israelischen Armee gegen Gaza durchgeführten Militäroperation Protective Edge. Die Regierung setzte daraufhin den Wiederaufbau Gazas als ihren Fokus fest. Am 9. Oktober 2014 trat das Kabinett erstmals seit 2007 zu einer Regierungssitzung in Gaza zusammen.
Die Hamas jedoch war unzufrieden mit dem langsamen Fortschritt beim Wiederaufbau, der fortgesetzten Schließung der Grenzübergänge und der ungelösten Frage der Bezahlung von Beamtengehältern. Im November 2014 drohte sie mit einem Misstrauensvotum im Parlament. Im selben Monat unterstellte Abbas der Hamas in einem Interview, geheime Verhandlungen mit Israel über die Zukunft des Westjordanlands zu führen. Die Hamas erklärte am 30. November 2014, die Amtsperiode der Regierung sei abgelaufen, da die im Abkommen festgelegten Ziele nicht innerhalb von 6 Monaten erreicht wurden. Die Fatah bestritt dies, beide Fraktionen gingen weiterhin gegeneinander vor.
Am 17. Juni 2015 trat die Einheitsregierung zurück. Die Hamas forderte Gespräche mit allen Parteien zur Bildung einer neuen Konsensregierung. Falls sie nicht aktiv in den Regierungsbildungsprozess einbezogen werde, würde sie wieder eine eigene Verwaltung in Gaza aufbauen.
Am 31. Juli 2015 wurden fünf neue Kabinettsmitglieder vereidigt, ohne dass die Hamas sich eingebunden fühlte. Im Dezember 2015 ersetzte Abbas drei weitere Minister durch neue Personen. Palästinensische Beamte warfen dem Präsidenten vor, hierdurch Rechnungen mit politischen Rivalen wie Jassir Abed Rabbo oder Ziad Abu Amr zu begleichen. In dieser Besetzung war das Kabinett bis 2019 weiter tätig.
Im Oktober 2016 besetzte die Hamas ohne Abbas’ Zustimmung die Positionen von 16 Vizeministern und Generaldirektoren in der Einheitsregierung um und schuf damit de facto eine neue Hamas-Regierung im Gazastreifen.